# Dantes Diwiak
Dantes Diwiak ist ein Sänger der Stimmlage Tenor.

## Leben
Er wurde in Jugoslawien geboren, wuchs in Deutschland auf und arbeitet überwiegend in Deutschland. Dantes Diwiak studierte nach dem Abitur Gesang bei Klaus Kirchner und absolvierte ein Opernstudium an der Musikhochschule Hannover bei Theo Altmeyer. Er nahm an Meisterklassen von Hermann Reutter, Birgit Nilsson, Helmuth Rilling und Scot Weir teil. Er war am Opernhaus Hannover und an den Opernhäusern Bremen und Oldenburg engagiert.
Er sang die Partie des Evangelisten in den Passionen von Bach auch im Ausland, z. B. in Moskau, Frankreich, Syrien und Israel. Mit dem MarkusChor Hannover und dem Staatsorchester Hannover sang Diwiak 1982 das Oratorio de Noël von Camille Saint-Saëns. 1983 wirkte er in Rossinis Petite Messe Solennelle im Rahmen des Kirchentages mit sowie in Webers Messe Es-Dur. 1989 sang er in Haydns Die Schöpfung mit der Harburger Kantorei in der St. Johanniskirche in Harburg. Er wirkte in Chorkonzerten in der Neustädter Kirche, Hannover, mit, 1996 Stravinskys Canticum sacrum, 1988 Stravinsky’s Cantata und Mozarts Große Messe in c-Moll, 1990 Bachs h-Moll-Messe, 1991 war er der Evangelist der Matthäus-Passion im letzten Konzert von Kantor Erhard Egidi, mit Anselm Richter als Vox Christi, Monika Frimmer, Ralf Popken und Joachim Gebhardt. 1994 wurde ein Konzert der h-Moll-Messe in der Peterskirche in Heidelberg live aufgenommen. Gerald Kegelmann leitete den Heidelberger Madrigalchor, die Accademia Filarmonica Köln und das Trompeten-Consort Friedemann Immer, es sangen Veronika Winter, Kai Wessel und Raimund Nolte.
2007 sang er mit dem MarkusChor Hannover Haydns Paukenmesse, Mozarts Krönungsmesse und Mendelssohns Elias. Mit der Nordschleswigschen Musikvereinigung führte er unter anderem 2009 Haydns Missa in angustiis und Bachs Kantate Erschallet, ihr Lieder, erklinget, ihr Saiten! auf. 2010 war er Solist in einem Konzert der Universität Hamburg im Oratorium Die Glocke von Max Bruch. Er sang in St. Martin, Idstein, das Tenor-Solo in Verdis Messa da Requiem.
Im Jahr 2002 gründete er zusammen mit Monika Frimmer, Christa Bonhoff und Peter Kooij ein Quartett mit dem Namen Tanto Canto, das seltenes Liedgut sowohl a cappella als auch mit Klavier oder Ensemble aufführt. Das Quartett nahm 2005 Auszüge aus dem Ohren-vergnügendes und Gemüth-ergötzendes Tafel-Confect (auch Augsburger Tafel-Confect genannt) der Komponisten Valentin Rathgeber und Johann Caspar Seyfert auf, geleitet von Jürgen Sonnentheil.
Dantes Diwiak ist mit der Altistin Christa Bonhoff verheiratet, er ist Mitglied des NDR Chores.